# Pseudobiotus matici
Pseudobiotus matici är en djurart som tillhör fylumet trögkrypare, och som först beskrevs av Giovanni Pilato 1971.  Pseudobiotus matici ingår i släktet Pseudobiotus och familjen Hypsibiidae. Inga underarter finns listade i Catalogue of Life.